# العلاقات الفنزويلية الهايتية
العلاقات الفنزويلية الهايتية هي العلاقات الثنائية التي تجمع بين فنزويلا وهايتي.

## مقارنة بين البلدين
هذه مقارنة عامة ومرجعية للدولتين:
| وجه المقارنة                                              | فنزويلا                                  | هايتي                                |
| --------------------------------------------------------- | ---------------------------------------- | ------------------------------------ |
| المساحة (كم2)                                             | 916.45 ألف                               | 27.75 ألف                            |
| عدد السكان (نسمة)                                         | 28.87 مليون                              | 10.98 مليون                          |
| الكثافة السكانية (ن./كم²)                                 | 31.5                                     | 395.68                               |
| العاصمة                                                   | كاراكاس                                  | بورت أو برانس                        |
| اللغة الرسمية                                             | اللغة الإسبانية، لغة الإشارة الفنزويلية ‏ | لغة فرنسية، اللغة الكريولية الهايتية |
| العملة                                                    | بوليفار فنزويلي                          | جوردة هايتية                         |
| الناتج المحلي الإجمالي (بليون دولار)                      | 482.36 مليار                             | 8.41 مليار                           |
| الناتج المحلي الإجمالي (تعادل القوة الشرائية) بليون دولار |                                          | 18.82 مليار                          |
| الناتج المحلي الإجمالي الاسمي للفرد دولار أمريكي          |                                          | 818                                  |
| الناتج المحلي الإجمالي للفرد دولار أمريكي                 |                                          | 1.73 ألف                             |
| مؤشر التنمية البشرية                                      | 0.762                                    | 0.483                                |
| رمز المكالمات الدولي                                      | +58                                      | +509                                 |
| رمز الإنترنت                                              | .ve                                      | .ht                                  |
| المنطقة الزمنية                                           | 00                                       | 00                                   |

## منظمات دولية مشتركة
يشترك البلدان في عضوية مجموعة من المنظمات الدولية، منها:
| علم المنظمة | اسم المنظمة                                                          | تاريخ انضمام فنزويلا | تاريخ انضمام هايتي |
| ----------- | -------------------------------------------------------------------- | -------------------- | ------------------ |
|             | منظمة الشرطة الجنائية الدولية                                        | ?                    | ?                  |
|             | منظمة التجارة العالمية                                               | ?                    | ?                  |
|             | البنك الدولي للإنشاء والتعمير                                        | 30 ديسمبر 1946       | 8 سبتمبر 1953      |
|             | منظمة حظر الأسلحة الكيميائية                                         | ?                    | ?                  |
|             | الأمم المتحدة                                                        | 15 نوفمبر 1945       | 24 أكتوبر 1945     |
|             | يونسكو                                                               | 25 نوفمبر 1946       | 18 نوفمبر 1946     |
|             | الاتحاد البريدي العالمي                                              | ?                    | ?                  |
|             | وكالة حظر الأسلحة النووية في أمريكا اللاتينية ومنطقة البحر الكاريبي ‏ | ?                    | ?                  |
|             | بنك التنمية الكاريبي ‏                                                | ?                    | ?                  |
|             | مؤسسة التمويل الدولية                                                | 28 ديسمبر 1956       | 20 يوليو 1956      |
|             | الاتحاد الدولي للاتصالات                                             | 13 أغسطس 1920        | 10 أكتوبر 1927     |
|             | وكالة ضمان الاستثمار متعدد الأطراف                                   | 9 مايو 1994          | 11 ديسمبر 1996     |

## وصلات خارجية
- موقع وزارة الخارجية الفنزويلية
- موقع وزارة الخارجية الهايتية